# 東京市電運転手連続殺傷事件
東京市電運転手連続殺傷事件（とうきょうしでんうんてんしゅれんぞくさっしょうじけん）は、1921年（大正10年）6月3日午前0時10分頃に東京府豊多摩郡大久保町（現：東京都新宿区）で発生した大量殺人事件。日本統治下の朝鮮出身の男が上京し、内地の日本人7人を殺害し、10人が負傷した。

## 事件の発端
この事件の犯人Rは事件の2年前に東京市電の運転手となった26歳の朝鮮人だった。在住していた借家の家賃が高かったため、同僚一家を同居させて家賃を分担することになったが、民族の違いによる習慣の違いからか両家は反目しあうようになり、特に犯人の妻と同僚の妻はことあるごとに対立した。
1921年5月29日、Rの妻が手拭が無くなったと言い出して同僚の妻が犯人だと主張し、Rの妻と同僚の妻が言い合いになり大喧嘩になった。この時は近所の住人が仲裁に入り事なきを得たが、翌日もその翌日も喧嘩となり、31日にはRが同僚を泥棒呼ばわりしたことからまたしても大立ち回りとなり、同僚一家を窃盗と傷害で淀橋警察署に告訴した。
Rは同僚の妻から睾丸を締め上げられたと主張したが外傷が認められず、手拭の盗みについても確たる証拠が無いため、警察署でもなだめすかすに留まった。Rは「自分が朝鮮人だから日本の警察も同僚の肩を持って、告訴を取り上げないと思うと残念でたまらない。」とますます感情を鬱積していった。
このことを伝え聞いた両人の監督者が、3日夜に2人を呼び出し仲裁に立って仲直りをさせ、酒1升を買って3人で酒を飲み合った。

## 事件の概要
1921年（大正10年）6月3日の夜中、酒1升を下げて帰ったRは妻に酌をさせて冷酒をあおって酔いが回ると、鬱積した不満が爆発するのを押さえられなかった。突然立ち上がると、金づちと短刀を握り、引き留める妻を突き飛ばして隣室に乱入し、同僚と熟睡中の妻子3名を殺害した。その後、同じ町内に住む監督者の一家を皆殺しにするといって飛び出そうとしたので、妻が引き止めよとすると妻の頭部を一撃し、さらに短刀で胸部を突き刺し家を飛び出した。
監督者の家に向かう途中、通行人の頭を金づちで殴りつけて昏倒させ、監督者の家にたどり着くと表戸をたたいて怒鳴ったので、何事かと出てきた監督者の頭を一撃して殺害。さらに、監督者宅に暴れ込んで監督者の妻と子供2人を殺害し、子供1人に重傷を負わせた。
いったん自分の家に戻ると、瀕死の重傷で倒れている妻の胸部を突き刺し、それでも収まらないRは再度家を飛び出すと、通行人2人を金づちで強打し重傷を負わせた。その内の一人が近くの自宅へ逃げ込むとRはそれを追って乱入し、取り押さえようとする通行人の父の顔と頭を殴りつけ重傷を負わせた。さらに飛び出したRは、また別の通行人2人にも重傷を負わせ暴れ狂った。
通報を受けて駆けつけたS巡査を見てRは逃走したが、追跡中にS巡査が夜露に濡れた市電の線路で足を滑らし転倒したのを見て逆襲に転じ、金づちで左肩に重傷を負わせた。しかし更に一撃を加えようと近づいたRの足をS巡査がすくって転倒させ、立ち上がった巡査が抜刀し「持ち物を全部捨てろ、手向かいすると斬り殺すぞ！」と一喝したことから、Rも遂に観念し捕縛された。

## 犯人
慶尚北道漆谷郡漆谷面観音洞に生まれ、普通学校卒業後、朝鮮総督府の臨時土地調査局職員養成所で6か月の研修を終え、同局書記、漆谷郡役所書記などを経て、1918年来日、1920年から東京市電の運転手として働き始めた。大久保町に6畳と4畳半二間の家を借り、6畳を同僚一家に貸し、家賃12円を折半したが、狭いので部屋を交換したところ、世話人の交渉により、4畳半の同僚が5円、6畳の犯人が7円の負担分けとなり、不満を持った。同僚一家とは普段から何がなくなったなど喧嘩が絶えなかった。
大家の所有する工場の火事の際に手伝ったお礼に配られた手拭を同僚の4畳半で見かけ、自分のものと思い込んだことから取っ組み合いの喧嘩となり、同僚を相手取って手拭1本の窃盗と傷害罪で告訴し、治療費を請求したが、警察からは示談を勧められた。世話人が間に入って一旦はおさまったが、自分以外の関係者で一杯やったのを知り、日本人は不公平で朝鮮人を差別すると怒り、世話人に帰国を伝えに行くと、同僚側も怪我の治療費を請求していると知り、怒りからその夜犯行に及んだ。
犯行前の書き置きには、日本人は朝鮮人を理由なく圧迫し苦しめる、警察でも不公平な扱いを受けた、相手方が悪い、警察も悪いということを広く知らせるためには世の注目を集めるようなことをしなければだめだ、とあったという。

## 判決
同年10月15日に開かれた第1回公判でRは、泥酔による発作であると殺意を否認したが、審理が進むにつれて「内地人はみな自分たちを馬鹿にしている。恨み重なる奴らを殺して、自分も死ぬつもりだった。」と凶行をするために酒を飲んだことを認めた。同年11月東京地方裁判所は、Rに対して無期懲役を言い渡した。